# Campeonato Sudamericano 1963
Das Campeonato Sudamericano von 1963 war die 28. Ausspielung der südamerikanischen Kontinentalmeisterschaft im Fußball und fand vom 10. bis 31. März zum ersten Mal in Bolivien statt. Chile, Uruguay und Venezuela nahmen nicht teil.
Das Turnier wurde im Ligasystem (Jeder gegen Jeden) ausgetragen. Bei Punktgleichheit auf dem ersten Platz war ein Entscheidungsspiel vorgesehen. Die Spiele wurden im Estadio Hernando Siles im 3.637 m hoch gelegenen La Paz und im Estadio Félix Capriles im 2.548 m hoch gelegenen Cochabamba ausgetragen. Dabei wurden wie bereits bei früheren Turnieren einige Spiele im Rahmen von Doppelveranstaltungen ausgetragen.
Brasilien entsandte, wie schon beim zweiten Turnier 1959, nur eine Mannschaft mit nachrangigen Spielern. Bolivien nutzte seinen Heimvorteil und wurde überraschend ungeschlagen Südamerikameister.

## Spielergebnisse
|                                                      |   |             |           |
| 10. März 1963 in La Paz (Estadio Hernando Siles)     |   |             |           |
| Bolivien                                             | – | Ecuador     | 4:4 (2:2) |
| 10. März 1963 in Cochabamba (Estadio Félix Capriles) |   |             |           |
| Argentinien                                          | – | Kolumbien   | 4:2 (2:2) |
| Brasilien                                            | – | Peru        | 1:0 (1:0) |
| 13. März 1963 in Cochabamba (Estadio Félix Capriles) |   |             |           |
| Peru                                                 | – | Argentinien | 2:1 (0:0) |
| 14. März 1963 in La Paz (Estadio Hernando Siles)     |   |             |           |
| Paraguay                                             | – | Ecuador     | 3:1 (1:1) |
| Brasilien                                            | – | Kolumbien   | 5:1 (2:0) |
| 17. März 1963 in Cochabamba (Estadio Félix Capriles) |   |             |           |
| Bolivien                                             | – | Kolumbien   | 2:1 (2:1) |
| 17. März 1963 in La Paz (Estadio Hernando Siles)     |   |             |           |
| Peru                                                 | – | Ecuador     | 2:1 (2:1) |
| Paraguay                                             | – | Brasilien   | 2:0 (1:0) |
| 20. März 1963 in Cochabamba (Estadio Félix Capriles) |   |             |           |
| Paraguay                                             | – | Kolumbien   | 3:2 (1:1) |
| Argentinien                                          | – | Ecuador     | 4:2 (1:1) |
| 21. März 1963 in La Paz (Estadio Hernando Siles)     |   |             |           |
| Bolivien                                             | – | Peru        | 3:2 (1:1) |
| 24. März 1963 in La Paz (Estadio Hernando Siles)     |   |             |           |
| Peru                                                 | – | Kolumbien   | 1:1 (1:1) |
| Argentinien                                          | – | Brasilien   | 3:0 (2:0) |
| 24. März 1963 in Cochabamba (Estadio Félix Capriles) |   |             |           |
| Bolivien                                             | – | Paraguay    | 2:0 (1:0) |
| 27. März 1963 in Cochabamba (Estadio Félix Capriles) |   |             |           |
| Brasilien                                            | – | Ecuador     | 2:2 (1:0) |
| Paraguay                                             | – | Peru        | 4:1 (3:0) |
| 28. März 1963 in La Paz (Estadio Hernando Siles)     |   |             |           |
| Bolivien                                             | – | Argentinien | 3:2 (2:2) |
| 31. März 1963 in La Paz (Estadio Hernando Siles)     |   |             |           |
| Ecuador                                              | – | Kolumbien   | 4:3 (2:0) |
| Argentinien                                          | – | Paraguay    | 1:1 (0:1) |
| 31. März 1963 in Cochabamba (Estadio Félix Capriles) |   |             |           |
| Bolivien                                             | – | Brasilien   | 5:4 (2:2) |

| Pl. | Land        | Sp. | S | U | N | Tore    | Diff. | Punkte |
| --- | ----------- | --- | - | - | - | ------- | ----- | ------ |
| 1.  | Bolivien    | 6   | 5 | 1 | 0 | 019:130 | +6    | 11:10  |
| 2.  | Paraguay    | 6   | 4 | 1 | 1 | 013:700 | +6    | 09:30  |
| 3.  | Argentinien | 6   | 3 | 1 | 2 | 015:100 | +5    | 07:50  |
| 4.  | Brasilien   | 6   | 2 | 1 | 3 | 012:130 | −1    | 05:70  |
| 5.  | Peru        | 6   | 2 | 1 | 3 | 008:110 | −3    | 05:70  |
| 6.  | Ecuador     | 6   | 1 | 2 | 3 | 014:180 | −4    | 04:80  |
| 7.  | Kolumbien   | 6   | 0 | 1 | 5 | 010:190 | −9    | 01:11  |

## Beste Torschützen
| Rang | Spieler              | Tore |
| ---- | -------------------- | ---- |
| 1    | Carlos Alberto Raffo | 6    |
| 2    | Mario Rodríguez      | 5    |
|      | Flávio Minuano       | 5    |
|      | Máximo Alcócer       | 5    |
|      | Eladio Zárate        | 5    |
| 6    | Raúl Armando Savoy   | 4    |
|      | Wilfredo Camacho     | 4    |
|      | Alberto Gallardo     | 4    |